# Mount McDonnell
Mount McDonnell – góra wysokości 271 m n.p.m., znajdująca się w północnej części należącej do Australii Wyspy Kangura.